# Șantierul Naval Năvodari
Șantierul naval Năvodari este un șantier naval din România.
A fost gândit ca un ansamblu industrial împreună cu Rafinăria Petromidia și Canalul Dunăre-Marea Neagră.
Este singurul șantier naval din România care se ocupă exclusiv de refacerea navelor.

#### Cifra de afaceri:
- 2015: 28,41 milioane lei
- 2016: 23,01 milioane lei
- 2017: 28, 68 milioane lei

#### Venit net:
- 2015: -2,28 milioane lei
- 2016: -7,7 milioane lei
- 2017:  -628 mii lei

#### Număr angajați:
- 2014: 221
- 2015: 252
- 2016: 186
- 2017: 164